# Ever
Ever är en person i Gamla Testamentet. Enligt detsamma var han son till Shelach och far till Peleg och blev 464 år gammal.